# Jeziora Islandii
Islandia, ze względu na klimat (wysokie opady atmosferyczne) i urozmaiconą rzeźbę terenu, charakteryzuje się dużą jeziornością. W większości są to niewielkie jeziora. Spośród nich około 200 ma powierzchnię większą niż 1 km², a 27 – większą niż 5 km². Łącznie jeziora zajmują powierzchnię 2757 km². Najczęstszym typem jezior spotykanych na wyspie to jeziora polodowcowe, lodowcowe i wulkaniczne, znaleźć także można jeziora przybrzeżne i zaporowe. Górzysty krajobraz sprzyja także budowie sztucznych zbiorników wodnych.
Hydronimami najczęściej używanymi w nazwach islandzkich jest vatn (isl. "woda, jezioro") i lón (isl. "laguna").

## Typologia jezior islandzkich

### Jeziora lodowcowe i polodowcowe

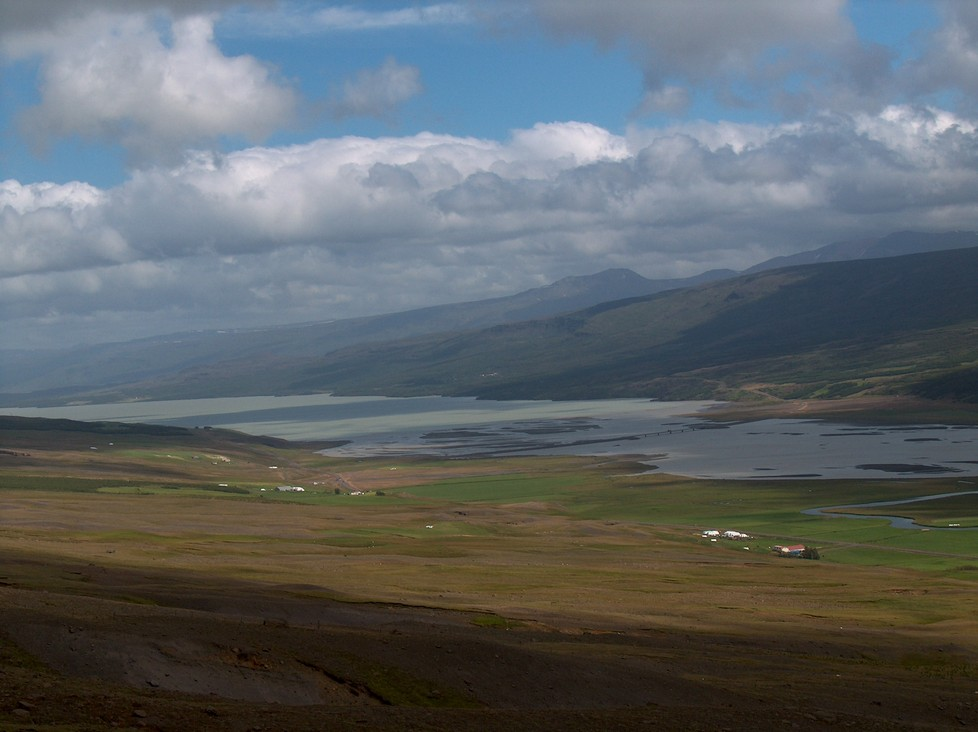
Jezioro polodowcowe rynnowe – Lagarfljót

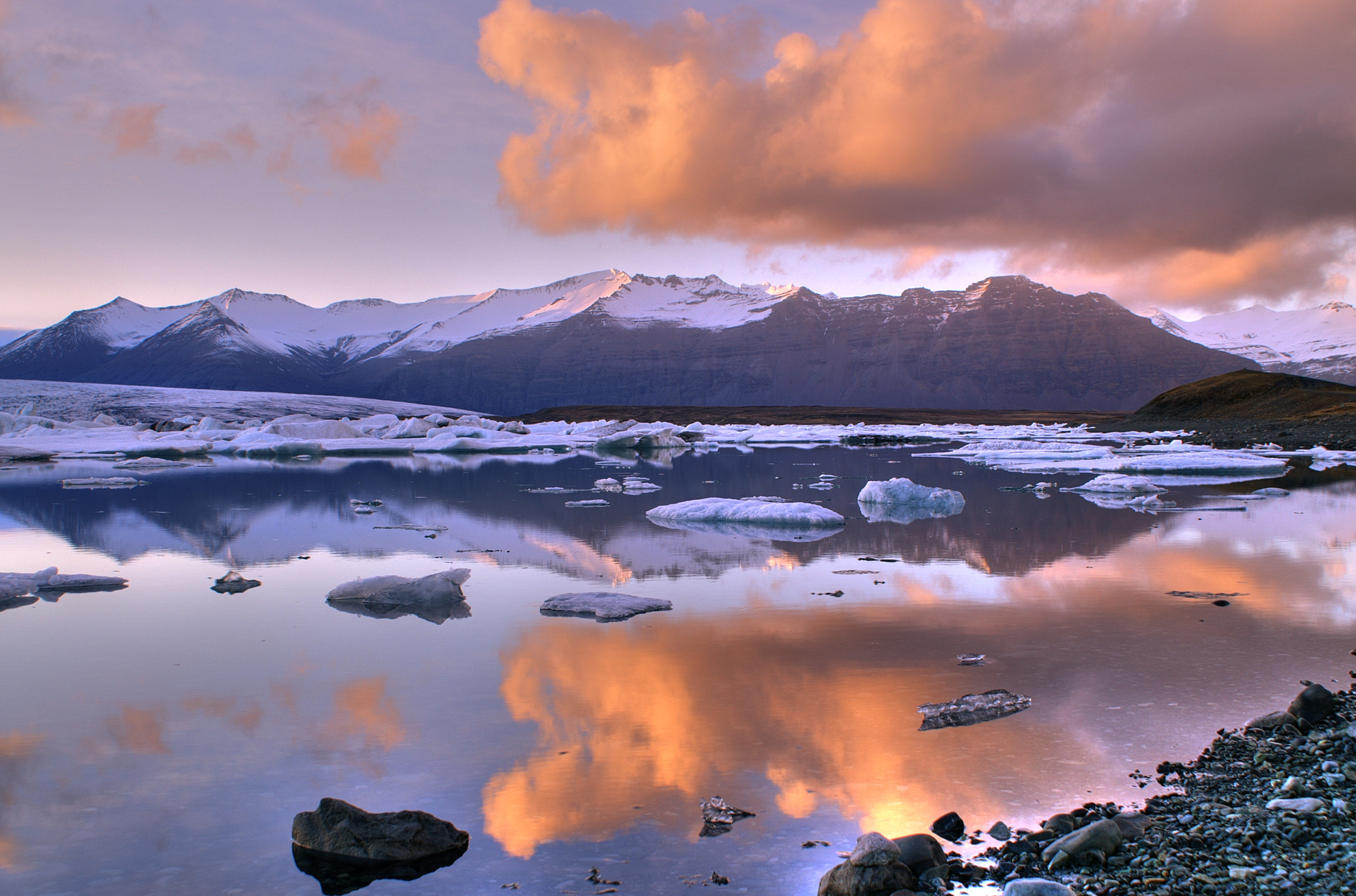
Jezioro lodowcowe proglacjalne – Jökulsárlón

Wśród jezior o genezie polodowcowej można wymienić jeziora:
- rynnowe – najczęstszy typ jezior polodowcowych na wyspie, o kształcie owalnym lub wydłużonym; powstały one w rynnach polodowcowych wydrążonych przez wody podlodowcowe podczas ruchów lodowców; przykładem takiego jeziora jest Lagarfljót we wschodniej części wyspy oraz szereg jezior na płaskowyżu Arnarvatnsheiði w zachodniej Islandii położonych na zachód od lodowca Langjökull,
- wytopiskowe – jeziora polodowcowe powstałe w zagłębieniu utworzonym po wytopieniu się brył martwego lodu; są zwykle małe i okrągłe,
- cyrkowe – jeziora polodowcowe powstałe w obszarach górskich w obrębie cyrku lodowcowego po ustąpieniu lodowca,
- proglacjalne – jeziora lodowcowe położone na przedpolu lodowca, zasilane głównie przez wody z topniejącego lodowca, często zatamowna przez morenę czołową; przykładami takich jezior są: Jökulsárlón, Hvítavatn, Gígjökulslón i Fjallsárlón,
- zastoiskowe – jeziora lodowcowe, które powstają przez zatamowanie wolnej od lodu doliny przez czoło lodowca; jeziora takie są częstym źródeł powodzi typu jökulhlaup, kiedy wody jeziora przerwą lodową tamę; przykładem takiego jeziora wywołującego regularnie tego rodzaju powodzie jest Grænalón,

### Jeziora wulkaniczne

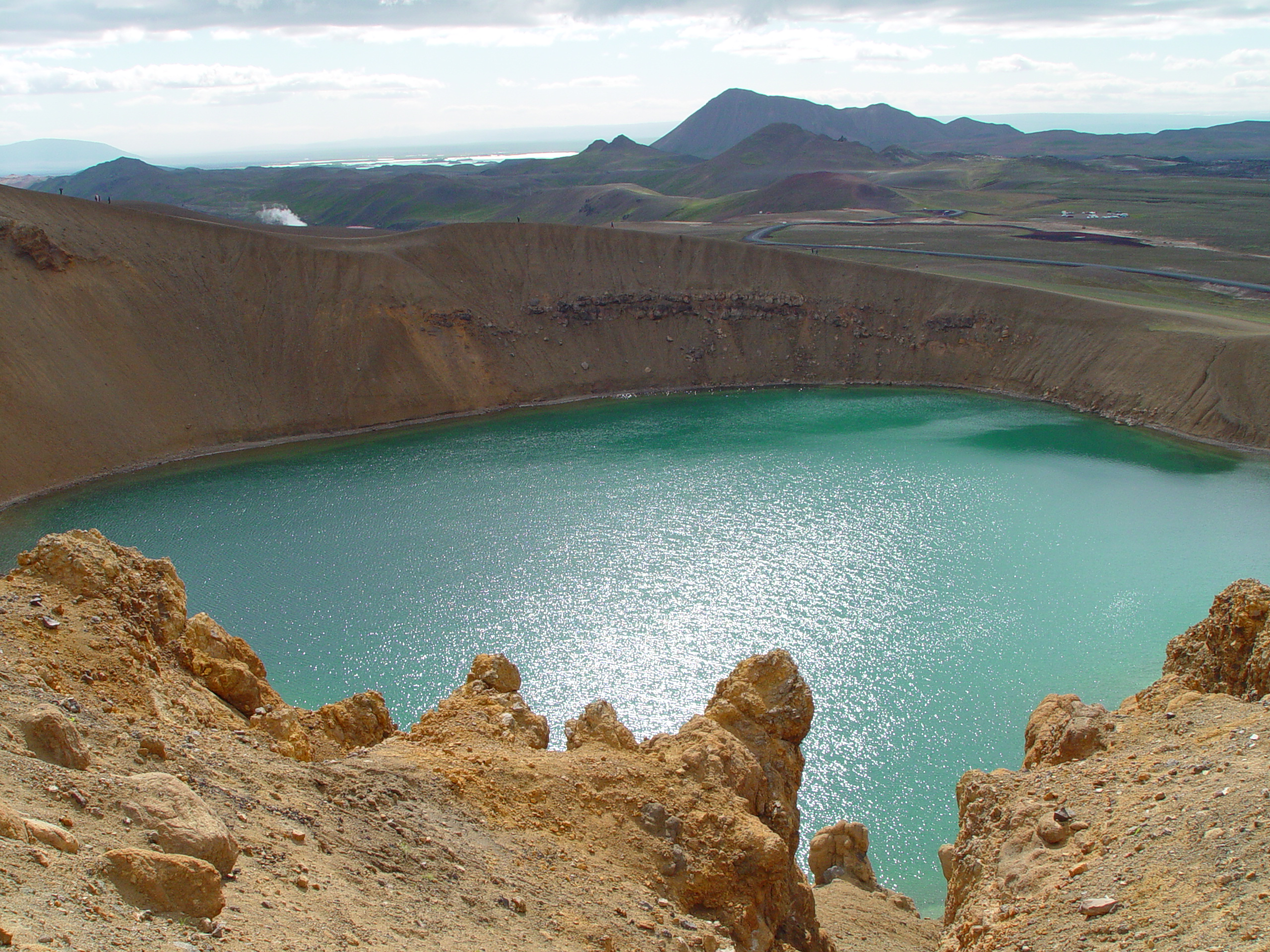
Jezioro wulkaniczne kraterowe – Víti w kraterze wulkanu Krafla

Do islandzkich jezior o genezie wulkanicznej należy zaliczyć jeziora:
- zaporowe – powstałe, gdy potok lawy zatamował dolinę rzeczną lub obniżenie terenu; najbardziej znanym jeziorem tego rodzaju na wyspie jest Mývatn; innym typem są jeziora powstałe w okresie lodowcowym w trakcie szczelinowych erupcji subglacjalnych tworzących góry tufowe tamujące później odpływ wody; do tego rodzaju należą Kleifarvatn i Langisjór,
- kraterowe (maar) – powstają, gdy krater wulkanu jest na tyle głęboki, by gromadziły się w nim wody podziemne; przykładami tego rodzaju jezior są Víti w kraterze wulkanu Krafla, Víti w kraterze wulkanu Askja, Ljótipollur, Grænavatn, Kerið oraz zespół jezior Veiðivötn,
- kalderowe – powstałe w kalderze wulkanicznej; przykładem takiego jeziora jest jezioro subglacjalne Grímsvötn, położone pod lodowcem Vatnajökull – aktywność geotermalna nad dnie jeziora powoduje zwiększanie się jeziora, które co jakiś czas wylewa się w postaci dużych powodzi jökulhlaup,

### Jeziora przybrzeżne

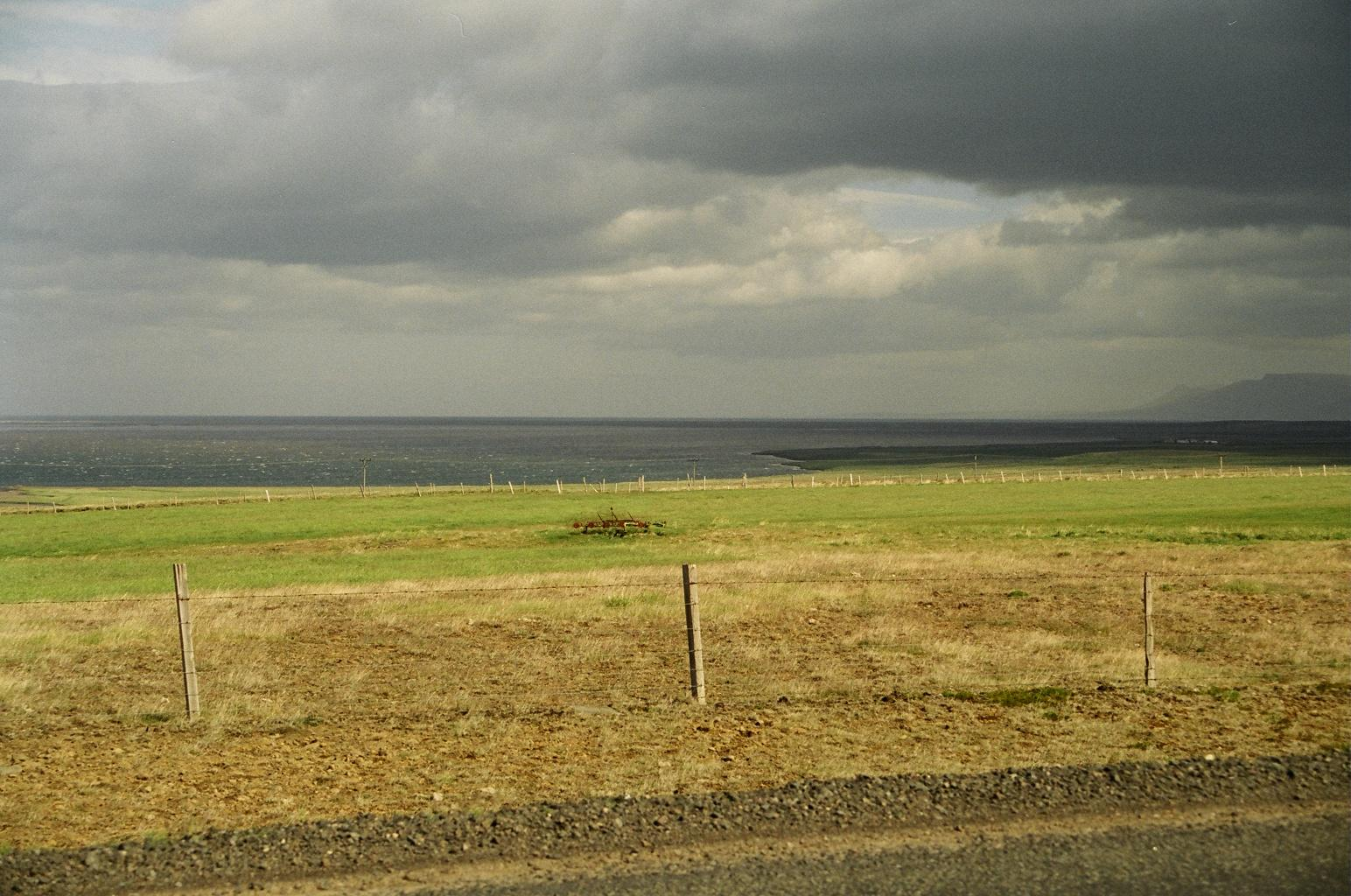
Jezioro przybrzeżne lagunowe – Hóp

- lagunowe – powstają, gdy zatoka morska stopniowo odcinana jest od pełych wód przez mierzeję; wody słone napływają niewielkimi cieśninami, ale mieszają się ze spływającymi z lądu wodami słodkimi; do tego rodzaju jezior należą: Hlíðarvatn, Hóp, Hraunsvatn, Lónsvík i Hornafjörður,
- duże eustaria rzek tamowana przez piaski i żwiry niesione przez rzekę; przykładem jest ujście rzeki Ölfusá.

## Największe jeziora Islandii[2][3]

### Wybrane jeziora naturalne pod względem powierzchni
| Lp. | Nazwa          | Powierzchnia w km² |
| --- | -------------- | ------------------ |
| 1   | Þingvallavatn  | 82                 |
| 2   | Lögurinn       | 53                 |
| 3   | Mývatn         | 37                 |
| 4   | Hvítárvatn     | 30                 |
| 5   | Hópið          | 30                 |
| 6   | Langisjór      | 26                 |
| 7   | Grænalón       | 18                 |
| 8   | Skorradalsvatn | 15                 |
| 9   | Apavatn        | 13                 |
| 10  | Svínavatn      | 12                 |
| 11  | Öskjuvatn      | 11                 |

### Jeziora naturalne według głębokości
| Lp. | Nazwa         | Głębokość w m |
| --- | ------------- | ------------- |
| 1   | Jökulsárlón   | 260           |
| 2   | Öskjuvatn     | 220           |
| 3   | Hvalvatn      | 160           |
| 4   | Þingvallavatn | 114           |
| 5   | Þórisvatn     | 113           |
| 6   | Lögurinn      | 112           |
| 7   | Kleifarvatn   | 97            |
| 8   | Hvítárvatn    | 84            |
| 9   | Langisjór     | 75            |

### Wybrane sztuczne zbiorniki wodne według powierzchni
| Lp. | Nazwa          | Powierzchnia w km² |
| --- | -------------- | ------------------ |
| 1   | Þórisvatn      | 83-88              |
| 2   | Kvíslavatn     | 20                 |
| 3   | Sultartangalón | 19                 |
| 4   | Sigöldulón     | 14                 |